# 보리고래
보리고래(학명: Balaenoptera borealis 발라에노프테라 보레알리스[*])는 수염고래의 한 종류이다. 대왕고래, 큰고래에 이어 세 번째로 큰 고래이다. 전 세계의 대양과 인접한 바다에서 발견되지만 주로 수심이 깊은 곳을 선호한다. 극지방, 열대지방, 내해지방에서는 잘 발견되지 않는다. 보리고래는 해마다 차가운 지방에서 온대지방이나 아열대지방으로 이동하지만, 이동경로는 대부분 알려진 바가 없다.
보리고래의 몸길이는 최소 15m에서 최대 20m이며 몸무게는 최대 45t이다. 하루 먹이 섭취량은 평균 900kg에 달하며 주식은 크릴새우, 동물성 플랑크톤, 멸치 등이다. 고래 중에서 가장 빠른 편에 속하며, 단거리의 경우 최대 이동속도 50 km/h까지 이를 수 있다. ‘보리고래’라는 이름은 보리가 익는 시기에 나타난다고 붙은 이름이라고 한다. 영어를 비롯한 많은 유럽권 언어에서 보리고래의 이름에 ‘sei’라는 말이 붙는데, 이는 노르웨이어로 대구를 부르는 말로, 보리고래와 대구가 해마다 같은 때에 함께 나타난다고 해서 붙은 이름이다.

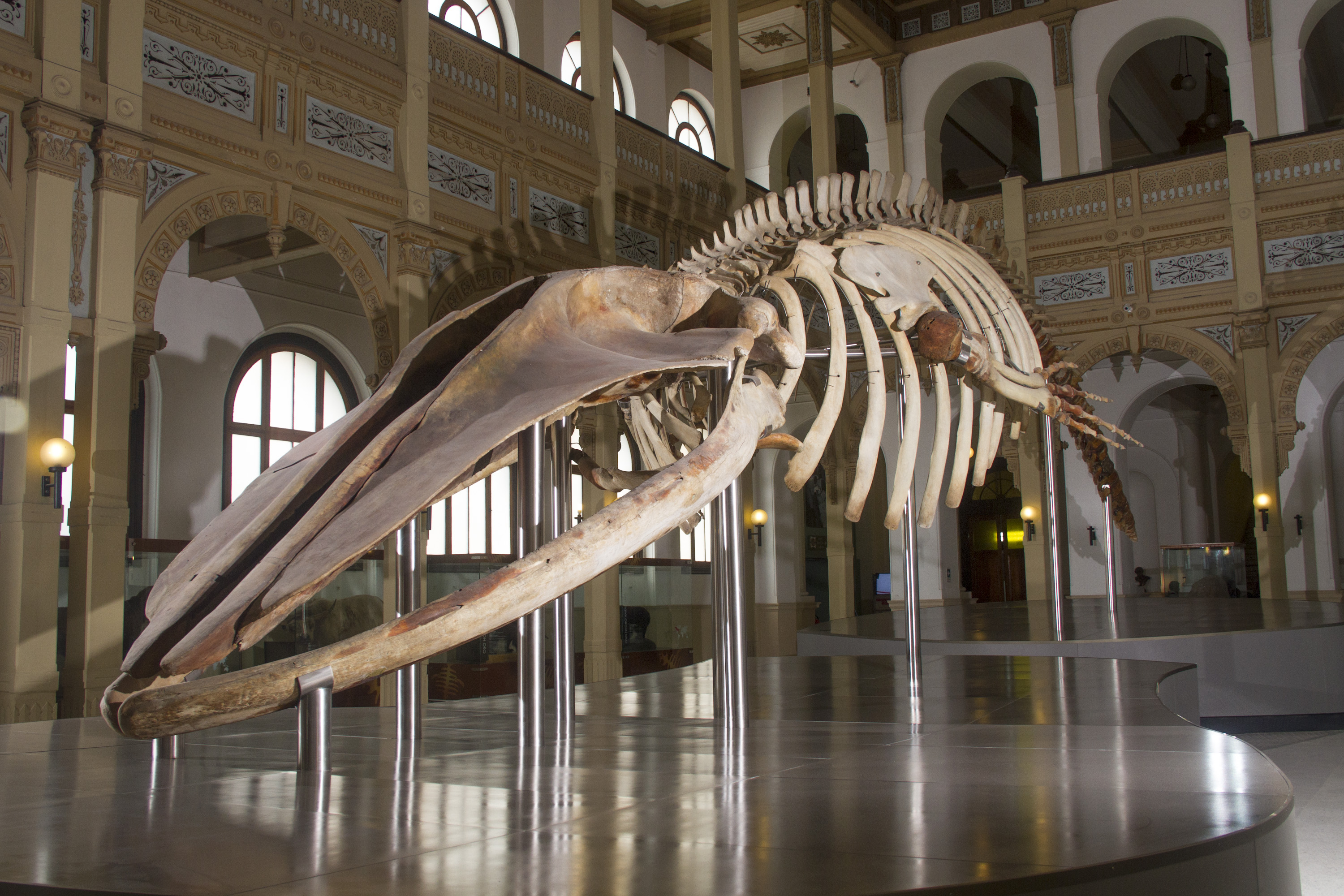
보리고래의 골격

19세기 후반에서 20세기 후반까지 진행된 대규모 고래잡이에서 238,000 마리가 포획되었으며, 현재는 국제적으로 보호 받는 종이나, 연구 목적의 명목으로 아이슬란드와 일본에 의해 소량의 개체가 포획되고는 한다. 2006년의 개체수 추산치는 54,000마리로 대규모 포경 전 개체수의 20% 수준이다.

## 분류

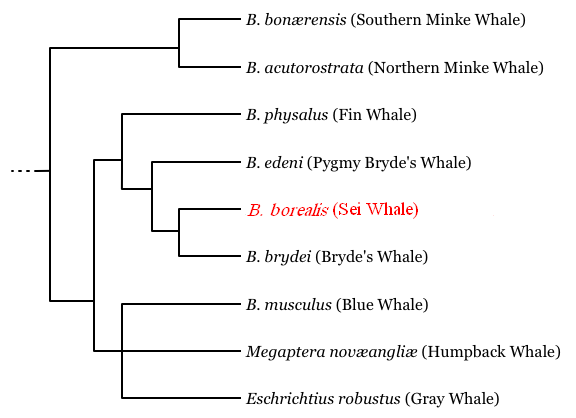
보리고래와 다른 수염고래와의 관계를 나타내는 그림 (빨간색이 보리고래)

르네프림베르 레송에 의해서 1828년에 설명되었지만 추가 설명은 칼 루돌피가 제공하였으며 이에 따라 루돌피수염고래라고 불리기도 하였다.
영문 이름 부분 중 sei는 노르웨이어로 대구를 뜻하며, 둘이 플랑크톤을 먹을 때 같이 나타난다고 붙은 이름이다. 일본에서는 정어리와 같이 나타난다고 하여 "이와시쿠지라"(일본어: イワシクジラ, 직역하면 정어리고래)라고 일컬어지며,
이는 한국어로 번역되어 종종 쓰이기도 한다. 보리고래라는 이름은 울산지역에서 보리를 수확할 즈음에 나타난다고 붙은 이름이다.
보리고래는 혹등고래와 대왕고래, 브라이드고래, 큰고래, 쇠정어리고래 등과 마찬가지로 수염고래에 속한다. 수염고래는 공통적으로 목주름과 수염이 있다. 수염고래들은 수염고래아목의 다른 종과 중신세에 들어 갈라선 것으로 여겨진다.
아종은 두 가지가 확인되었다. 하나는 북방보리고래(Balaenoptera borealis borealis)이며, 다른 하나는 남방보리고래(Balaenoptera borealis schleglii)이다. 두 아종은 고립되어 있고 서로 어울리는 일은 없다.

## 외관과 행동 방식
보리고래는 대왕고래속에서는 대왕고래와 큰고래에 이어 3번째로 큰 종이다. 성숙한 개체의 몸길이는 12 ~ 15 m이며, 몸무게는 20 ~ 30 t 정도이다. 크기는 남방아종이 북방아종보다, 또 암컷이 수컷보다 큰 편이다. 가장 큰 보리고래는 20 m였으며 몸무게는 40에서 45t 사이였다. 가장 큰 보리고래는 아이슬란드에서 포획된 것으로 몸길이 16미터였다. 갓 태어난 새끼의 몸길이는 4에서 5미터 정도이다.
이들의 몸색깔은 어두운 쇠색이며 복부분에는 불규칙적인 연회색에서 흰색의 점이 있다. 목에는 32에서 60개의 주름이 있으며, 이는 먹이를 먹을 때 입이 팽창하도록 도와주는 역할을 한다. 주둥이는 뾰족한 편이며 가슴지느러미는 다른 고래에 비해 짧고 뾰족한 편으로, 몸길이의 9-10% 정도밖에 되지 않는다. 주둥이의 끝에서 숨구멍까지 줄이 그어져 있으며, 이는 수염고래들의 공통적인 특징이다.
이들의 피부는 구멍이나 상처가 있을 수도 있으며, 치유된 후에는 희게 변한다. 이는 요각류,, 칠성장어, 심지어는 작은 상어 같은 기생체에 의한 것이다. 주둥이에서 끝의 2/3 정도 위치에 있는 등지느러미는 낫과 같은 모양이며 높이는 25에서 61센티미터 정도이다. 보리고래 각 개체를 확인하는 데에는 등지느러미모양, 몸색깔, 흉터들이 쓰이고 있다. 꼬리는 두꺼우며, 꼬리지느러미는 몸크기에 비해서 작은 편이다.

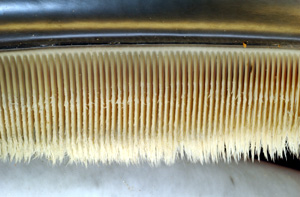
고래수염을 자세히 본 것. 플랑크톤과 같은 작은 먹이를 걸러내는 데에 쓰인다.

이 수염고래는 먹이를 걸러 먹는 종이며, 많은 양의 바닷물의 머금어 고래수염을 이용해 먹이를 걸러내고 바닷물은 뺀다. 성체는 양쪽에 각각 300에서 380개의 수염판이 있으며, 각 길이는 48센티미터 정도이다. 수염판은 끝에서 고운 털로 자라나 혀에 이르는 손톱과 같은 케라틴질로 이루어져 있다. 보리고래의 0.1밀리미터정도의 아주 고운 강모는 이들을 다른 수염고래로부터 구별할 수 있는 특징이기도 하다.
보리고래는 다른 대형 수염고래와 비슷하게 생겼다. 수염을 보지 않고 브라이드고래와 구분할 때는 머리의 등줄기의 유무 여부가 사용된다 (보리고래는 없다). 큰 보리고래는 큰고래와 혼동될 수도 있다. 하지만 큰고래의 특징인 비대칭적 머리 채색과 흰 밑턱, 회색인 왼쪽로 구분될 수 있다. 옆에서 보면 보리고래의 머리에는 주둥이와 눈 사이에 작은 아치 모양이 있으며, 큰고래의 경우는 대체로 평평하다.
보리고래는 대체로 혼자서 다니지만, 6마리씩 무리를 지어다니기도 한다. 이보다 더 큰 무리는 먹이가 풍부한 지역에서 발생한다. 이들의 사회구조에 대해서 알려진 것은 거의 없다. 수컷과 암컷은 유대감을 형성하기도 하지만, 이를 확증하는 연구는 부족한 편이다.
보리고래는 고래 중 가장 빠른 편이다. 최대속도는 단거리에서 50킬로미터/시에 이른다. 이에 반해 오래 잠수할 수 있는 편은 아니며, 얕은 바다에 5분에서 15분가량 머무는 데에 그친다. 수면에 몇 분 동안 머물러 있을 때 잔잔하고 깨끗한 바다에서 보이며 40초마다 한 번씩 고래분수를 뿜기도 한다. 큰고래와 달리 보리고래는 잠수시에 몸을 높게 들어올리지는 않는다. 숨구멍과 등지느러미는 수면에 동시에 노출되어 있다. 보리고래는 수면에 꼬리를 거의 드러내지 않으며, 고래뛰기를 하지도 않는다.

### 먹이

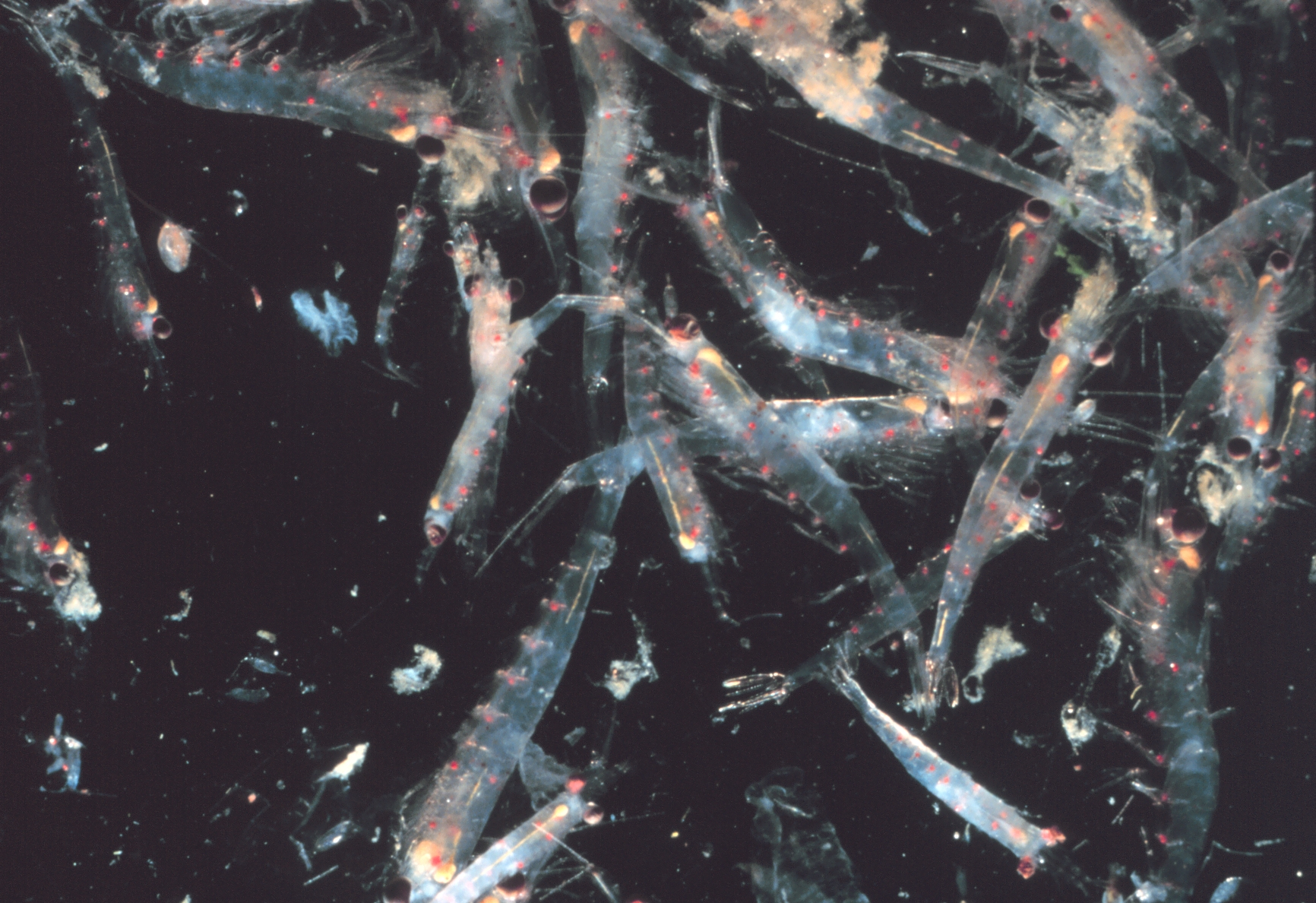
보리고래의 주식인 크릴무리의 사진 — 새우같이 생겼다.

보리고래는 해수면 가까이서 먹이를 먹으며, 먹이가 모여 있는 곳에 몸을 기울여 이들을 하루에 평균 900킬로그램정도의 먹이를 잡는다. 육중한 무게와 크기에도 불구하고 이들의 먹이인 동물성플랑크톤과 작은 물고기가 주로 먹이사슬의 하위단계에 있는 것은 주목할 만할 일이다. 이들이 동물성플랑크톤을 선호하는 것은 내장의 내용물 분석결과와 먹이를 머금는 장면의 관찰로 인해 밝혀졌다. 주식은 보리고래의 옅은 갈색 구름과 같은 변을 채집함에 따라서도 밝혀졌다. 망에 변을 모아 수중에 있는 유전물질과 분리해 알려져 있는 종의 것들과 비교되었다. 보리고래는 정어리류, 돌묵상어, 긴수염고래와 먹이를 놓고 경쟁하는 것으로 나타났다.
북대서양 보리고래의 주식은 Calanus finmarchicus라는 종의 동물성플랑크톤이며, 크릴은 제2의 식단이다. 북태평양 보리고래의 식단도 이와 비슷하며, 먹이가 되는 플랑크톤은 Calanus cristatus, Calanus plumchrus, Calanus pacificus, Euphausia pacifica, Thysanoessa inermis, Thysanoessa longipes, Thysanoessa spinifera 등이다. 이에 더해서 오징어 같이 플랑크톤보다 더 큰 종을 먹기도 한다. 또한 멸치나 고등어를 먹기도 한다. 보리고래가 먹는 몇몇 어류종은 상업적으로 중요한 어획종이다. 중부 캘리포니아에서 이들이 6월과 8월 사이에는 안초비, 9월과 10월 사이에는 크릴을 먹는 것이 확인되었다. 남반구에서 이들이 먹는 종은 Calanus tonsus, Calanus simillimus, Drepanopus pectinatus, Euphausia superba, Euphausia vallentini 등이다.

### 생애
짝짓기는 온대, 아열대지방에서 겨울에 하며, 추정 임신기간은 10 3/4개월, 11 1/4 개월, 1년,으로 다양하며, 이러한 차이는 태아의 성장을 측정할 때 사용되는 다양한 모형 때문이다. 임신기간 추정치의 다양함은 이들의 임신기간 동안 관찰을 계속할 수 없다는 것도 한몫 한다. 그래서 보리고래를 비롯한 수염고래의 임신기간에 대한 자료는 상업적 고래잡이 업자들에게서 나온다. 이러한 자료를 바탕으로 연구자들은 여러 태아의 크기와 특징을 갓 태어난 새끼와 비교해 수태기를 측정하려고 한다.
갓 태어난 새끼는 몸길이 11-12미터로 태어난 후 6-9개월 후 젖을 떼며, 따라서 젖떼기는 북방지에서 여름이나 가을에 일어난다. 암컷은 2년 또는 3년마다 한 번씩 번식하며, 동시에 6마리까지 낳은 경우도 있지만, 보통은 한 번에 1마리만을 출산한다. 성적으로 성숙하기까지는 8에서 10년이 걸리며, 성장 완료 후 수컷의 몸길이는 12미터이며, 암컷의 경우는 13미터이다. 보리고래의 최대수명은 65년이다.

### 노래
다른 고래들처럼 보리고래 또한 길고, 음량이 큰 주파수의 낮은 소리를 내는 것으로 알려져있다. 이들이 사용하는 신호는 상대적으로 알려진 바가 거의 없지만, 2003년에 남극반도에서 보리고래가 만든 "짖는 소리", "휙 소리"같은 신호가 관측된 바가 있다. 많은 신호는 각 부분 사이에 주파수가 달랐다. 이러한 조합은 보리고래의 신호를 다른 고래의 것에서부터 구분할 수 있는 특징이다. 대부분의 신호는 0.5초 동안 지속되며, 주파수는 인간이 대부분 들을 수 있는 240-635HZ였다. 기록된 것들 중 가장 큰 음향을 지닌 것은 1미터 거리에서 156dB로 측정되었다.

## 서식지와 회유 경로

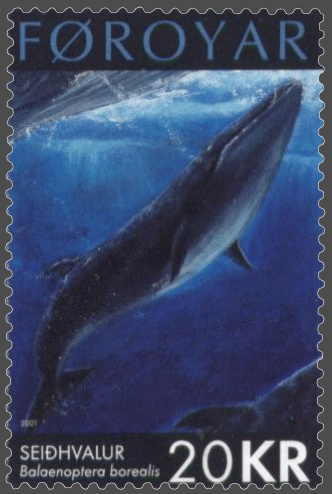
2001년 9월 17일에 발행된 페로산 우표에 그려져 있는 보리고래

보리고래는 전 세계의 대양에서 서식하지만, 극지방과 열대 바다에서는 잘 발견되지 않는다. 보리고래를 브라이드 고래나 가끔 큰고래와 혼동하는 사태가 많음에 따라 이들의 분포 범위와 개체수 측정에 혼란을 주기도 하였다.
북대서양에서 보리고래는 동부에서는 남유럽에서 노르웨이까지, 서부에서는 남부미국에서 그린란드까지 서식한다. 확증된 가장 남한계 기록은 멕시코만 북부와 안틸레스 제도였다. 이들은 멕시코만, 세인트로렌스만, 허드슨만, 북해, 지중해 등 육지에 둘러싸인 바다는 피하는 경향이 있다. 보리고래는 깊은 바다에 주로 살며, 대륙붕 사면 해저분지, 또는 해저계곡과 같은 지역에서 발견된다.
북태평양에서 보리고래는 겨울에는 북위 20-23도의 바다에 사며, 여름에는 35-50도의 지역에 서식한다. 대략 전체 북태평양보리고래 75%가량은 날짜변경선의 동쪽에 살지만, 북태평양에서 전반적인 분포에 대한 자료는 부족하다. 캘리포니아에서 추적장치를 부착한 두 개체는 나중에 워싱턴주와 브리티시 컬럼비아에서 발견되었다. 남반구에서는 과거의 포획 기록을 보아 하계 서식지역은 남위 40-50도로 추정되지만, 겨울의 서식지는 알려져 있지 않다.
대개 보리고래는 여름은 한대 및 극지방 인근 지역에서 보내고, 여름에는 먹이가 풍부한 온대및 아열대지방으로 이동한다. 대서양 북서지역에서 관찰및 포획 기록은 이 지역의 보리고래가 북쪽을 따라 조지스 해구, 메인만에 6월 말에 도착하는 것으로 알려져 있다. 뉴펀들랜드의 남해안에서는 8월에서 9월까지 목격되며, 남방지역으로의 회유는 9월 중순에서 11월 중순에 노바스코샤를 따라 시작된다. 래브라도해에 6월 첫째 주에 도착한 개체는 그린란드를 향해 더 북쪽으로 가기도 한다. 대서양 북동 지역에서 보리고래는 서아프리카에서 여름을 보내며, 봄에는 대륙붕을 따라 북상을 시작한다. 큰 암컷이 북상을 이끄며 덴마크 해협에 수컷이나 작은 개체보다 더 빠르게 도착하며, 그 지역에 7월 중순에서 9월 중순까지 남아 있다. 어떠한 해에는 수컷이나 어린 개체는 여름에 저위도지방에 남아 있기도 하였다.
이들의 회유 방식에 대해 어느 정도 알려지기는 하였지만, 정확한 회유 경로는 알려진 바가 없으며, 과학자들은 해마다 무리가 어디가 나타날지 정확하게 예측할 수 없다. 어떠한 위치에서는 한 해는 개체수가 많다가 다른 몇 년 동안은 단 한 마리도 나타나지 않기도 한다.
F.O.카펠은 그린란드 서쪽에서 나타나는 보리고래와 따뜻한 북대서양해류와의 관계를 주목하였다.
여러 개체에 추적 장치를 부착한 결과 이들은 해마다 아이슬란드에 돌아오는 것으로 밝혀졌다.

## 고래잡이

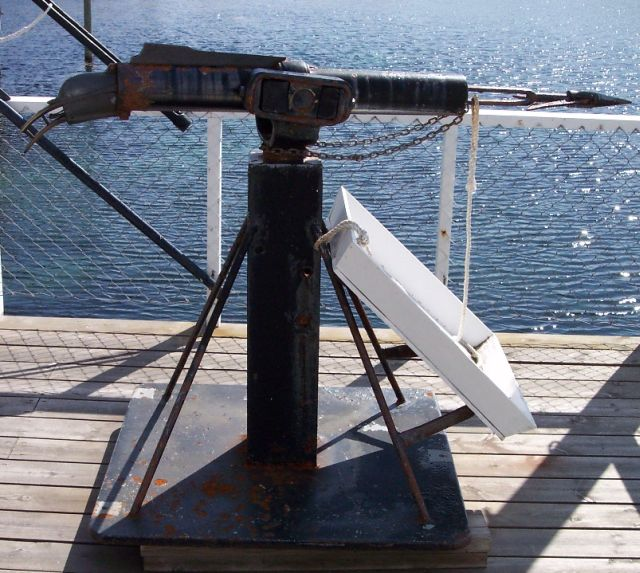
고래작살

폭발하는 고래작살과 19세기에 이르러서 증기선이 발명되자 상업적 고래잡이 업자들이 이전에는 잡고 회수하기 어려웠던 대형 고래들을 잡을 수 있게 되었다. 이들의 빠른 속도와 민첩함, 상대적으로 적은 고래 기름과 고기 때문에 초기에는 널리 선호되지 않았다. 상업적 고래잡이 업자들이 선호하던 참고래, 대왕고래, 큰고래, 혹고래들이 고갈되자 특히 1950년대에서 1970년대까지 보리고래가 대신 포획되기 시작하였다.

### 북대서양
북대서양에서는 1885년과 1984년 사이에는 보리고래 14,295마리가 잡혔다.
19세기 말과 20세기 초에 노르웨이와 스코틀랜드 연안에서 잡히기 시작했으며 1885년 한 해만 핀마크에서 700마리 이상이 처리되었다. 보리고래 고기는 당시 노르웨이에서 인기 있었지만, 20세기 초기에는 포획량이 많지 않아 경제성이 낮았다.
아이슬란드의 한 처리장에서는 1948년과 1985년 사이에 고래 2,574마리가 처리되었다. 1960년대와 1970년대에 보리고래는 아이슬란드 고래잡이 업자들이 큰고래에 이어 가장 많이 잡던 종이었으며, 고래기름보다 고기가 더 중요시 되자 이러한 추세는 더욱 강화되었다.
1920년대에는 이베리아반도에서 스페인 출신 고래잡이 업자들에 인해 보리고래 몇 마리가 잡히기도 하였으며, 1960년대와 1970년대에는 캐나다의 고래잡이 업자들이 노바스코샤에서 포획하기도 하였다. 서부 그린란드에서는 1920년대와 1950년대 사이에 노르웨이와 덴마크 고래잡이 업자들이 이 지역에서 보리고래를 포획하기도 하였다.

### 북태평양
1910년과 1975년 사이에 북태평양에서 포획된 보리고래는 72,215마리에 달하며, 대부분은 1947년이후에 잡힌 것들이다. 한국과 일본에 있던 해체장에서는 1911년과 1955년 사이에 연간 보리고래 300-600마리가 처리되었다. 1959년에 일본은 최대 포획량인 1,340마리를 달성했다. 1960년대 초를 시작으로 북태평양 대양에 있는 개체를 남획하기 시작했으며, 1963년과 1974년사이의 연간 평균 포획량은 3,643마리에 달했다 (총 포획량은 43,719마리였다). 남획이 시작된 후 1971년에 이르러 일본 연안에서는 보리고래가 희귀해져 서북태평양에서 상업적 고래잡이는 1975년에 중지되었다.
북아메리카 해안에서는 1950년대부터 1960년대까지 브리티시 컬럼비아 해안에서 잡혔으며, 말기에 연간 포획량이 14마리로 감소하자 고래잡이가 중지되었다.
1962년과 1967년사이에 브리티시 컬럼비아에서 잡힌 보리고래는 2,000마리 이상이다. 1957년과 1971년 사이에 캘리포니아의 처리장은 386마리를 처리했다. 동북태평양에서 보리고래에 대한 상업적 포획은 1971년에 중지되었다.

### 남반구
남반구에서 1910년과 1979년 사이에 포획된 보리고래는 152,233마리에 달한다.
남극해에 이루어진 고래잡이업자들은 처음에는 혹등고래를 노렸다. 1913년에 이르러 혹등고래가 잘 잡히지 않게 되었으며, 큰고래와 대왕고래의 포획량이 증가하기 시작하였다. 이들 또한 잘 잡히지 않게 되어 1950년대와 1960년대에 이르러 보리고래의 포획량이 급상승하였다. 1964년에 잡힌 보리고래는 20,000마리였지만, 1976년에 잡힌 수는 2,000마리 이하로 급감하였으며 이에 따라 이들에 대한 상업적 고래잡이는 1977년에 종료되었다.

### 국제적 보호 조치

국제포경위원회 가입국 (푸른색)

보리고래에 대한 국제적 보호 조치는 북태평양 개체군에 대한 연간 포획량 제한이 국제포경위원회에 의해 정해진 1970년까지 마련되지 못했다. 연간 포획량이 정해지기 전까지는 고래잡이 업자들이 보리고래를 찾는 즉시 잡아도 하자가 없었다. 북태평양에서 보리고래는 1976년 이래로 완전히 보호되기 시작하였으며, 북대서양에서는 1977년 이래로 포획 분량이 정해졌다. 남반구 개체군에 대한 포획은 1979년 이래로 금지되었다. 다른 고래들이 멸종위기를 맞고 있다는 총의 하에 국제포경위원회는 1986년에 국제적으로 상업적 고래잡이를 중지하기로 결의하였다.
1970년대 말에는 동부 북대서양에서 불법으로 보리고래가 잡히기도 하였다. 북태평양에서 보리고래가 불법적으로 잡혔다는 흔적은 거의 없지만, 소련이 포획량을 과소 보고한 적은 있으며, 이에 따라 실제 포획량은 이보다 많을 수도 있다.
국제자연보호연맹의 레드리스트에 보리고래는 멸종위기종으로 올라 있다. 북반구 개체군은 국제 야생동식물 멸종위기종 거래에 관한 조약의 부속서 II에 올라와 있다. 남반구 개체군은 이보다 더 심해 부속서 I에 올라와 있으며, 이는 이들에 대한 무역이 중지되지 않으면 남반구에서 보리고래는 멸종의 도가니에 빠진다는 것을 의미한다.

### 현재 포획 상황
국제포경위원회가 상업적 고래잡이 중지를 선언한 이후 아이슬란드와 일본의 고래잡이 업자에 의해 소수의 보리고래가 "연구목적"이라는 명분으로 포획되었다. 아이슬란드는 1986년과 1989년 사이에 연구목적의 고래잡이를 실시해 연간 40마리를 잡았다.
일본의 고래잡이 업자들도 같은 목적으로 연간 보리고래 50마리를 잡는다. 연구는 일본의 민간단체인 일본 고래연구소에서 이루어진다. 연구목적은 보리고래가 무엇을 먹는가를 알아내 고래와 어부들이 얼마나 경쟁하는가를 알아보는 데에 있다. 기관의 관계자인 오스마 세이지는 "고래는 인간이 잡는 수산자원의 3에서 5배를 소비하며, 고래 연구는 해양자원 관리에 필요한 중요한 자료를 제공한다" 라고 하였다. 그는 이후에 "서북태평양에서 보리고래는 2번째로 풍부한 종이며, 28,000마리 이상이 있다. 그들은 확실히 멸종 위기에 놓여 있지 않다"라고 덧붙여 말했다.
세계 자연보호 기금 등의 환경단체는 고래는 인간이 먹지 않는 오징어나 플랑크톤을 먹는다며 이러한 연구를 비판했다. 그들은 또한 연구를 "고래잡이 어선을 돌아가게 하는 원동력의 그 이상도 이하도 아니며, 고래에게 인간의 죄를 뒤집어 씌우고 있다"고 하였다.
연구는 과학적 의의가 전혀 없다고 비판받아 왔으며, 2001년 국제포경위원회 총의에서 과학자 32명은 일본의 연구목적 고래잡이는 과학적 측면이 부족하고 학술심사의 최소 기준에도 못미친다고 지적하였다.

## 개체수 측정
현재 전 세계에 있는 보리고래의 숫자는 54,000마리로, 상업적 고래잡이 개시 이전의 20% 수준이다. 북대서양에서 1991년에 이루어진 측정에 의하면 이 지역의 개체수는 4,000마리였다. 이 측정법은 고래를 찾는데 필요한 시간과 노력을 이용한 것이다. 이는 과학계에서 비판을 받고 있는 방법이며, 정확한 측정방법으로 여겨지지 않는다. 노르웨이 북부에서 1960년대와 1970년대에는 드물었다고 하지만, 19세기 말에서 제2차 세계대전까지 많이 포획되었다. 이러한 급감은 남획, 보리고래의 주식인 요각류의 숫자 감소가 분포 범위에 영향을 주었다는 설 등 다양하다. 덴마크 해협에서 1987년 이루어진 조사에 의하면 1,290마리가 있었으며, 1989년에는 1,590마리가 있었다. 노바스코샤인근의 개체수는 1,393마리에서 2,248마리로 추산되며, 더 적게는 870마리로 추정되기도 한다.

## 같이 보기
- 고래류의 종 목록
- 수염고래과
- 해양생물학
- 귀신고래